# Anthracocentrus nigerianus
Anthracocentrus nigerianus es una especie de escarabajo longicornio del género Anthracocentrus, tribu Acanthophorini, orden Coleoptera. Fue descrita científicamente por Lackerbeck en 1998.
El período de vuelo ocurre durante el mes de julio.

## Descripción
Mide 58 milímetros de longitud.

## Distribución
Se distribuye por Nigeria.